# Torrent de la Baga de les Llanes
El torrent de la Baga de les Llanes és un torrent que discorre pel terme municipal de Talamanca, de la comarca del Bages. Neix a prop del termenal amb Monistrol de Calders.
Es forma al nord de Bonesfonts, a l'extrem nord-est del terme municipal, a ponent del Serrat de Mussarra i al nord de la Devesa.
Des d'aquest lloc davalla cap a l'oest-sud-oest, entre dos contraforts occidentals del Serrat de Mussarra, travessa el sector nord de Bonesfonts i passa pel nord de la Baga de les Llanes, fins que s'aboca en la riera de Talamanca a llevant de les Llanes.